# Hijra (sous-continent indien)
Pour les articles homonymes, voir Hijra.

Drapeau des hijras arboré lors d'une Hijra Pride.

Hijra (हिजड़ा en devanagari ; ہجڑا en ourdou ; হিজড়া en bengali ; ಹಿಜಡಾ en kannada ; హిజ్ర en télougou ; ਹਿਜੜਾ en pendjabi ; ହିନ୍ଜଡା en odia) désigne dans la culture indienne des personnes du troisième genre considérées comme n'étant ni hommes ni femmes. Elles vivent souvent en communautés, principalement en Inde, au Pakistan et au Bangladesh.
Les hijras ont une longue histoire dans le sous-continent indien. Criminalisés dans l'Inde britannique à la fin du XIXe siècle, ils ont continué à être stigmatisés dans l'ère postcoloniale. Depuis la fin du 20e siècle, des militants hijras ont fait pression pour la reconnaissance officielle de leur spécificité. En Inde, la Cour suprême en avril 2014 a reconnu les hijras, les personnes transgenres, les eunuques et les personnes intersexes comme un « troisième genre » en droit,,. Les hijras ont également obtenu cette reconnaissance au Bangladesh où ils bénéficient de quotas favorables dans l'éducation. L'Inde, le Pakistan et le Népal leur proposent une option dans les passeports et dans certains documents officiels.
Le mot « Hijra » vient de la langue ourdou avec une racine arabe (J R) dont la signification a rapport avec la migration.

## Histoire

### Tradition hindouiste et récits légendaires

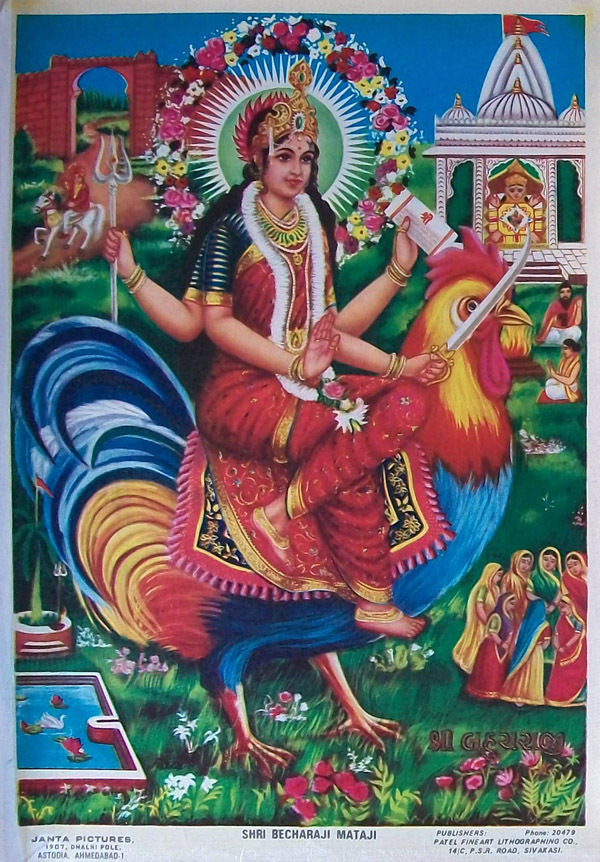
La déesse Bahuchara Mata, protectrice des hijras.

Les hijras existent depuis l'Antiquité. Dans l'hindouisme, les filles hijra adorent le plus souvent la déesse Bahuchara Mata qui est considérée comme la patronne de la communauté hijra, ou le dieu Shiva, ou les deux. La culture des hijras est influencée par les traditions de plusieurs religions.
Dans certaines versions du Ramayana, lorsque Rāma quitte Ayodhya pour un exil de 14 ans, une foule de ses sujets le suit dans la forêt. Rāma leur demande de ne pas pleurer et de retourner à Ayodhya. Lorsqu'il revient dans cette ville après une absence de 14 ans, il constate que les hijras, n'étant ni hommes ni femmes, n'ont pas bougé de l'endroit où il a prononcé son discours. Impressionné par leur dévotion, Rāma accorde aux hijras le pouvoir de conférer des bénédictions lors d'occasions comme l'accouchement et les mariages. Ce pouvoir supposé est à l'origine du rite du « badhai » au cours lequel les hijras chantent, dansent et donnent des bénédictions.
Le Mahabharata comprend un épisode dans lequel Arjuna, un héros de l'épopée, est exilé. Il assume alors une identité d'eunuque-travesti et effectue des rituels lors des mariages et des accouchements que les hijras sont censés perpétuer aujourd'hui.
En Inde du Sud, les hijras revendiquent Iravan, personnage du Mahabharata, comme leur ancêtre, et s'appellent eux-mêmes « Aravanis ». Dans le Mahabharata, Iravan offre son sang à la déesse Kali pour assurer la victoire des Pandavas lors de la guerre de Kurukshetra ; Kali accepte de lui accorder le pouvoir. La veille de la bataille, Iravan exprime le désir de se marier avant de mourir. Aucune femme n'étant disposée à épouser un homme destiné à mourir quelques heures plus tard, le Seigneur Krishna (comme Mohini) l'épouse.
Dans le Giridhara Ramayana, la future rishidi, autrice des hymnes de la Rigveda, Lopamudra est un prince avant son mariage avec l'ascète Agastya.
Les Hijra avaient pour titre traditionnel celui de Tritîyâ Prakriti, « troisième Nature », incarnant à leur façon le Seigneur Ardhanari ; les Tritîyâ-Prakriti n'étaient pas castrés chez les hindous (pratique interdite par l'Union indienne) et seuls ceux qui s'occupaient de la surveillance des harems d'autrefois appartenant aux conquérants musulmans l'étaient ; ils ne sont pas non plus tous homosexuels ou prostitués et ont un puissant pouvoir et caractère sacrés selon l'hindouisme orthodoxe,.
Les hijras indiens s'identifiant comme musulmans incorporent des aspects de l'hindouisme. Ce syncrétisme ne les rend pas moins musulmans selon Gayatri Reddy.

### Empire britannique
Les Hijras sont criminalisés pour « indécence publique » au XIXe siècle par les lois britanniques de 1871. Leur classification dans le Criminal Tribes Act est abolie en 1952 mais leur stigmatisation sociale est restée inchangée dans les décennies qui ont suivi.
Sous l'Empire britannique, ils étaient désignés à tort comme eunuques, eux-mêmes ne se considérant ni comme des hommes ni comme des femmes, mais comme des personnes « agenres »,. Les « eunuques » suspects portaient en public ce que les autorités britanniques ont présenté comme des vêtements féminins. Il suffisait qu'une personne se livre aux activités traditionnelles de la hijra, la danse publique et le port de vêtements féminins, pour devenir « raisonnablement suspecte » d'enlèvement, de castration, de sodomie, et pour faire l'objet de contrôles policiers,.
Le Criminal Tribes Act était sous-tendu, d'après l'historienne Jessica Hinchy, par la volonté de « provoquer l'extinction progressive de la communauté Hijra ». Cependant les Hijras ont élaboré des stratégies pour déjouer la surveillance des autorités. Les hijras du nord de l'Inde ont migré vers d'autres provinces où ils n'étaient pas fichés par la police. Ils ont continué à danser. Lorsque l'affirmation publique de leur identité de genre féminine était trop risquée, les hijras associaient vêtements masculins et féminins.

### Lois contemporaines relatives à la hijra
Le 15 avril 2014, dans l'affaire « National Legal Services Authority versus Union of India », la Cour suprême de l'Inde a statué que les personnes transgenres devaient être traitées comme une troisième catégorie de genre ou comme une classe socialement et économiquement « arriérée » (Other Backward Classes) ayant droit à ce titre à des droits spécifiques en matière d'accès à l'éducation et à l'emploi.
La loi sur les personnes transgenres (protection des droits) de 2019 (Transgender Persons (Protection of Rights) Act, 2019 (en)) est une loi du Parlement indien ; elle a provoqué les critiques et les protestations des avocats et des militants transgenres en Inde. Elle n'intègre pas des principes conformes à l'arrêt de la Cour suprême dans l'affaire « National Legal Services Authority versus Union of India (NALSA v. UOI) » en 2014, tels que le droit des personnes transgenres de déclarer leur identité de genre auto-perçue. sans subir une chirurgie de changement de sexe, et des réservations dans les emplois et les établissements d'enseignement. La loi a également été critiquée pour avoir infligé moins de peines pour les crimes contre les personnes transgenres par rapport à la peine pour les crimes contre les personnes cisgenres. Le 27 janvier 2020, la Cour suprême a adressé un avis au gouvernement central dans une requête contestant la constitutionnalité de la loi.

## Étymologie, terminologie et sémantique
Le mot « Hijra » vient de la langue ourdou avec une racine arabe (J R) dont la signification a rapport avec la migration de la tribu. De la langue ourdou, le mot a été emprunté à l'hindi ainsi qu'à d'autres langues.
Le mot a été traduit en langues occidentales comme eunuque, intersexé, ou hermaphrodites, des termes dont la définition marque des anomalies physiologiques des organes génitaux. Cependant, la plupart des membres du Hijra naissent physiologiquement mâles et seule une minorité naît avec une diversité physiologique.
Dans la langue ourdou, le mot est considéré comme un surnom péjoratif et à sa place, on utilise l'expression Khawaja Sara (خواجه سرا ou واج s سرا; khwaaja sira). En Inde, le groupe peut utiliser un mot plus ancien : Kinnear (Kinnar), considéré comme plus formel et plus digne. Les autres termes utilisés sont khasuaa (खसुआ; khasuaa) ou khusaraa (खुसरा; khusaraa). En bengali, le Hijra est appelé "হিজরা" qui s'écrit Hijra, Hizla, Hijra, Hizra ou Hizra.
Il existe de nombreux concepts exprimant les catégories de genre ou sexuelles similaires dans le sous-continent indien, qui peuvent être qualifiés de synonymes mais en fait, ils expriment des identités de genre et des identités sexuelles distinctes qui dépendent des différences géographiques et culturelles :
- Dans la langue telugu, le Hijra est appelé napunsakudu (నపుంసకుడు; napunsakudu), koja (కొజ్జ; kojja) ou maada (మాడ; maada).
- Dans l'État indien du Tamil Nadu, le terme Thiru nangai est utilisé, signifiant « fille de Dieu », Ali, et aravanni, aravani ou aruvani, qui désigne Aruvani. le saint patron d'al-Araban.
- Dans la langue penjabi de l'Inde et du Pakistan, le Hijra est appelé khusra ou jankha.
- Dans la langue gujarati, le Hijra est appelé pavaiyaa.

## Genre et identité sexuelle
L'identité sexuelle des hijras est incompatible avec la taxonomie occidentale moderne du genre, de sexe et de l'orientation sexuelle,. La plupart des personnes hijras naissent mâles mais certaines peuvent naître intersexuées (avec des organes génitaux ambigus). Dans la culture occidentale, elles sont souvent perçues comme des filles du troisième sexe et la plupart se considèrent à la fois comme des hommes et des femmes. Cependant, certains hijras se considèrent ou sont perçus par la société indienne ou bengalie comme des femmes, en tant qu'hommes de sexe féminin ou intersexués.
Parallèlement, certains d'entre eux, principalement influencés par des orateurs anglophones s'appuyant sur le discours international concernant les minorités sexuelles, se considèrent désormais comme transgenres ou femmes transsexuelles mais les Hijras n'essaient pas d'amener l'environnement à les percevoir comme des femmes.

## Place dans la société
Les hijras sont considérés en Inde traditionnellement avec respect et méfiance. Respect, car leur castration est très symbolique par le fait que l'individu mâle est celui par qui la famille est perpétuée, et elle leur confère un pouvoir de fertilité pour les Hindous. C'est pour cette raison qu'ils assistent, contre rémunération, à des mariages pour assurer ainsi que le couple soit fertile, et également à des cérémonies de naissance et autres. Ils sont censés tenir leur pouvoir de la déesse hindoue Bahuchara Mata. La méfiance vient du fait qu'ils sont également considérés comme capables de jeter le « mauvais œil ». Ainsi, quand ils sont en colère, ils frappent leurs mains fortement pour effrayer la population car le claquement des mains rappelle le claquement des corps durant un rapport sexuel.
Depuis la colonisation de l'Inde par le Royaume-Uni, la perception des hijras a changé et une partie de la population les méprise pour des raisons homophobes. Les Hijras vivent généralement en marge de la société et leur statut est très bas, parfois inférieur à celui des Intouchables. Ce changement de perception par la société pousse certains à s'identifier comme femmes et non comme asexués. Beaucoup pratiquent le travail du sexe et mendient. Les filles de Hijra et en particulier celles qui vivent de la prostitution sont victimes de violences graves dans les lieux publics, dans les postes de police, dans les prisons et à domicile.
Depuis la fin du XXe siècle, les ONG occidentales reconnaissent officiellement les femmes de Hijra comme appartenant au genre III, qui ne sont ni des hommes ni des femmes. Les militants des droits de l'homme et les organisations LGBT cherchent à les généraliser sous le terme « transgenre ».
La Cour suprême indienne a rendu plusieurs décisions importantes en leur faveur dans les années 2010 (2014, 2018). Les gouvernements des États de l'Inde ont œuvré depuis à la protection des hijras dans les domaines de la santé, de l'éducation et de l'emploi. Ainsi par exemple, la nomination de Manabi Bandopadhyay comme directrice d'un établissement universitaire, le Krishnagar Women's College (en) en 2015, est considérée un acte politique en faveur des hijras et de leur intégration dans la sphère de l'enseignement supérieur. Leur visibilité au sein de la société s'améliore grâce aux arts de la rue.

## Particularités de nos jours
Certaines jeunes femmes déclarées garçons à la naissance et qui veulent exprimer pleinement leur identité de genre féminine deviennent hijras. Elles peuvent être de sexe masculin comme féminin.
Aujourd'hui, certains groupes Hijra peuvent subir une chirurgie de changement de sexe qui leur permet d'avoir des relations sexuelles mais ces cas restent rares. Manabi Bandyopadhyay et Titsa Das en sont des exemples célèbres en Inde.
Traditionnellement, les hijras sont émasculés pendant l'enfance ou l'adolescence, bien qu'une minorité soit intersexe,.
La castration est appelée « nirvan » qui signifie « renaissance » ; elle est réalisée lors d'une cérémonie par le dai (sage-femme traditionnelle) et implique l'ablation complète à l'aide d'un couteau et sans anesthésie du pénis, des testicules et du scrotum. Les cris des castrés sont brouillés par le son des trompettes.
Les Hijras portent des vêtements de femmes et adoptent des rôles de genre féminins. Ils ont une longue histoire documentée dans le sous-continent indien, de l'Empire moghol à nos jours, qui raconte divers rôles dans la culture du sous-continent - certains sont caractérisés par la liminalité de genre, certains sont spirituels et certains sont liés à la seule survie individuelle.
Aucun recensement fiable n'existe sur le nombre d'hijras en Inde, mais on estime qu'ils sont environ entre 500 000 et un million.

## Fête
Une grande fête réunit chaque année les hijras de l'Inde. Elle se déroule à la pleine lune, fin avril, dans le village de Koovagam, à 200 km au sud de Madras. Ils viennent y revivre un épisode du Mahâbhârata. La légende veut qu'à la veille d'une bataille, le clan des Pandavas ait consulté un astrologue. Celui-ci leur avait prédit la victoire à condition qu'ils sacrifient un homme parfait.
Il n'y en avait que trois : le dieu Krishna, Arjuna, le chef des Pandavas, et son fils Iravan. Les deux premiers étant indispensables, Iravan accepta de se sacrifier, mais exigea de pouvoir d'abord se marier et de consommer son mariage, au moins pour une nuit. Aucune candidate ne s'étant proposée pour une si brève union, le dieu Krishna prit une forme féminine pour satisfaire le vœu d'Iravan qui fut décapité le lendemain matin, assurant ainsi la victoire de son camp.
Les eunuques s'identifient à la forme féminine de Krishna et viennent chaque année commémorer cet épisode par un mariage symbolique dans le petit temple décrépit de Koovagam, dédié au dieu local Koovagam, considéré comme une incarnation d'Iravan.
La fête dure deux jours ; elle commence par le mariage célébré par un prêtre hindou qui noue autour du cou des Hijras, parées de leurs plus beaux atours, le cordon nuptial appelé Thali. Les mariées vont ensuite déposer une offrande aux pieds de la divinité avant de se livrer à des danses et à des chants pendant toute la soirée sous l'œil des visiteurs venus souvent en famille. Les Hijras choisissent alors un homme avec qui passer la nuit, en mémoire du mythe du Mahabharata.
Le lendemain matin, les hijras considérées comme veuves reviennent pleurer leurs maris.
En général, lors de leurs prestations artistiques, les Hijras se déplacent en groupes de trois à cinq, jouent de la batterie, applaudissent, chantent et dansent pour l'aumône. Leurs gestes suggestifs suscitent des pulsions érotiques chez les hommes.

## Communauté

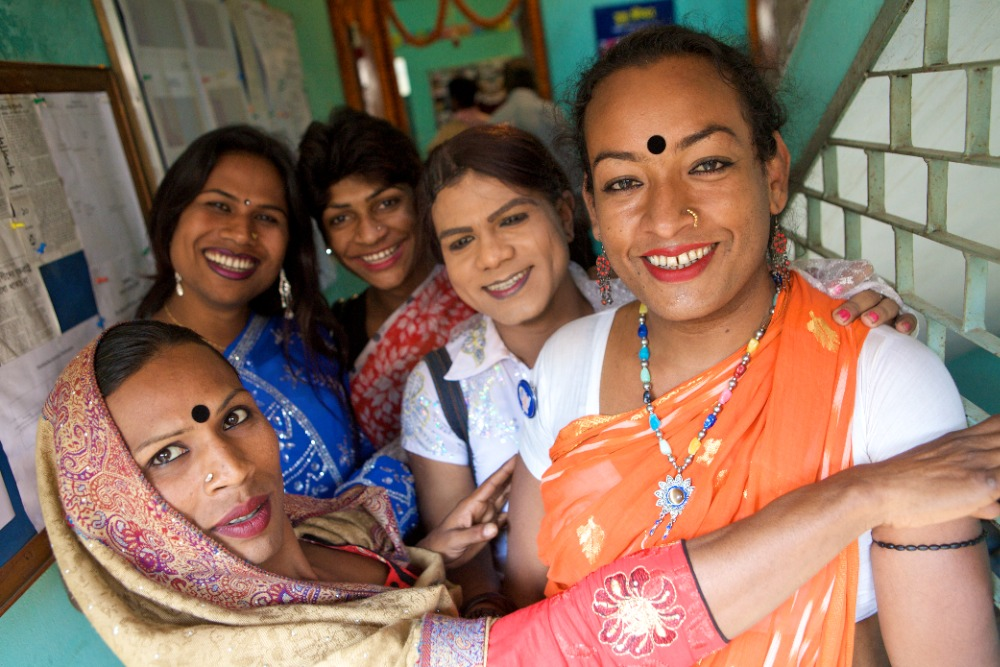
Groupe de Hijras au Bangladesh, 2010

Les hijras forment des communautés très structurées, les chelas (disciples) autour d'un guru (enseignant) comme chef qui organise les limites des zones où chaque ménage peut danser et mendier de l'argent. Une parenté fictive s'y organise,.
La dépendance financière paraît être la clé de voûte de l'organisation du groupe. Tout est payé, les chelas qui rapportent le plus (par leur habileté de musiciens ou de danseurs, la mendicité ou la prostitution) sont achetés et revendus de guru en guru. [réf. souhaitée] Le chela peut avoir à reverser la totalité de ses revenus au guru et la circulation de dettes accumulées, et sans cesse grandissantes, prend parfois des proportions phénoménales. [réf. souhaitée] Enfin, quand il se marie avec un homme, il partage sa vie et continue à travailler pour sa communauté, où son statut est amélioré par ce mariage. [réf. souhaitée]
Les hijras peuvent adopter de jeunes garçons qui veulent exprimer pleinement leur identité de genre féminin ou qui ont été rejetés de leur famille, ou bien encore qui ont fui les mauvais traitements de leur famille et du voisinage. La plupart d'entre eux travaillent comme prostitués masculins pour subvenir à leurs besoins.
Ils parlent entre eux une langue particulière, le farsi hijra, dérivée du hindoustani (et non du persan comme le laisserait croire son nom) mais avec une prononciation et un vocabulaire distincts.

### Photographie
- Denis Bourges : photoreportage Hijras, Inde 2005 [consulter en ligne].
- Tiane Doan Na Champassak, Le Sexe Des Anges, Éditions De La Martinière, 2003.
- Denis Drenner, (en) The Hijras of Pakistan [consulter en ligne].
- Bruno Morandi, Hijra, demi-femmes du Pakistan [consulter en ligne], exposition à la bibliothèque de l'Université Paris 8, 2006.
- Isabell Zipfel: Hijras, the third sex. eBook with 34 Images, Amazon, ASIN B009ETN58C

### Documentaires
- Appelez-moi Salma (Upside Télévision, Direct 8) (2009)
- Des saris et des hommes. Film documentaire de Thomas Wartmann (Between the lines, All, 2006). 95 min.
- Guru, une famille Hijra. Film Documentaire Laurie Colson et Axelle le Dauphin. 2016. 75 min[37].
- Halfgoden. Documentaire de Valentijn de Hingh. 2019[38],[39].

### Film
- Queens! Destiny of Dance. Film de David Atkins. 2011[40],[41]
- Monkey Man. Film de Dev Patel. 2023.

#### Hijras notables
- Shaneel Lal, qui milite pour les droits LGBT+.